# Železná kopule

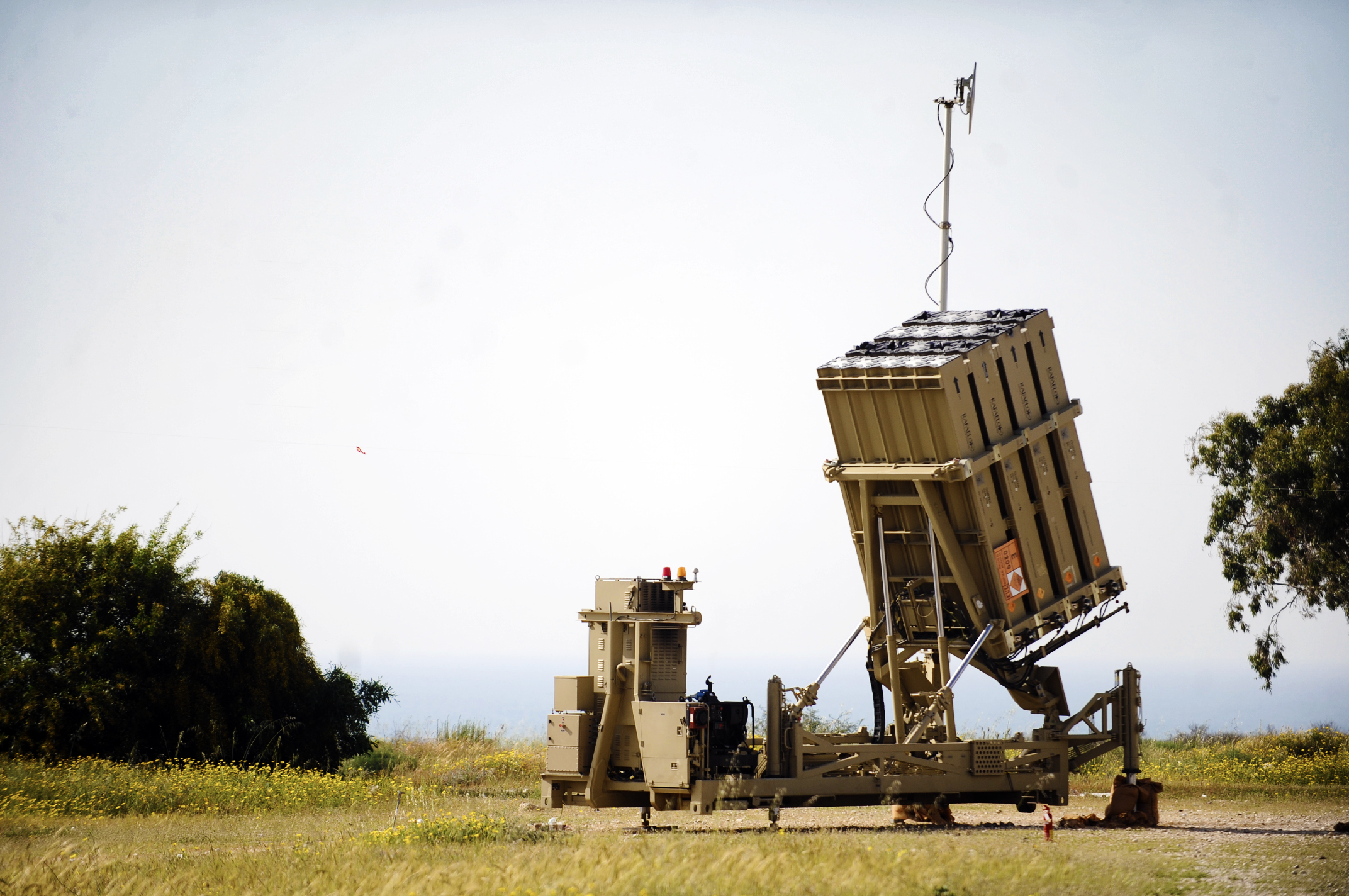
Odpalovač raket železné kopule u města Aškelon

Železná kopule (též železná klenba; hebrejsky: כיפת ברזל, kipat barzel; anglicky: Iron Dome) je mobilní systém protivzdušné obrany vyvinutý izraelskou společností Rafael Advanced Defense Systems, který je určený ke zneškodnění raket krátkého doletu a minometných granátů. Důvodem pro vytvoření systému byly neustálé raketové útoky z Pásma Gazy na jižní Izrael a ochrana civilního obyvatelstva jak na jihu, tak na severu země.
Pro izraelské námořnictvo vznikla námořní verze systému (Naval Iron Dome), která byla integrována do výzbroje korvety INS Lahav. Jejím hlavním úkolem je ochrana izraelských těžebních zařízení ve Středozemním moři.

## Pozadí

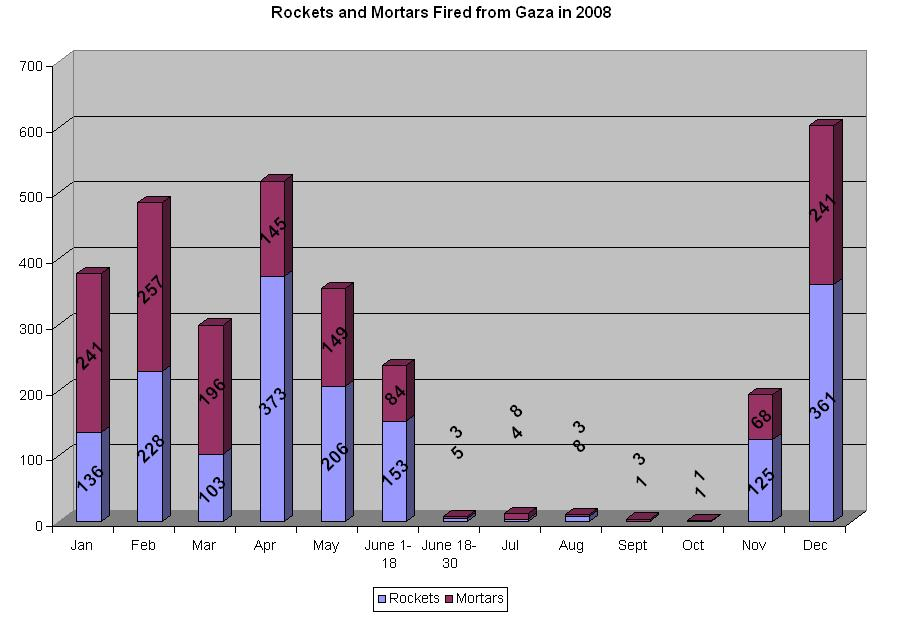
Skládaný sloupcový graf palestinských raketových a minometných útoků na Izrael v roce 2008
rakety
minometné granáty

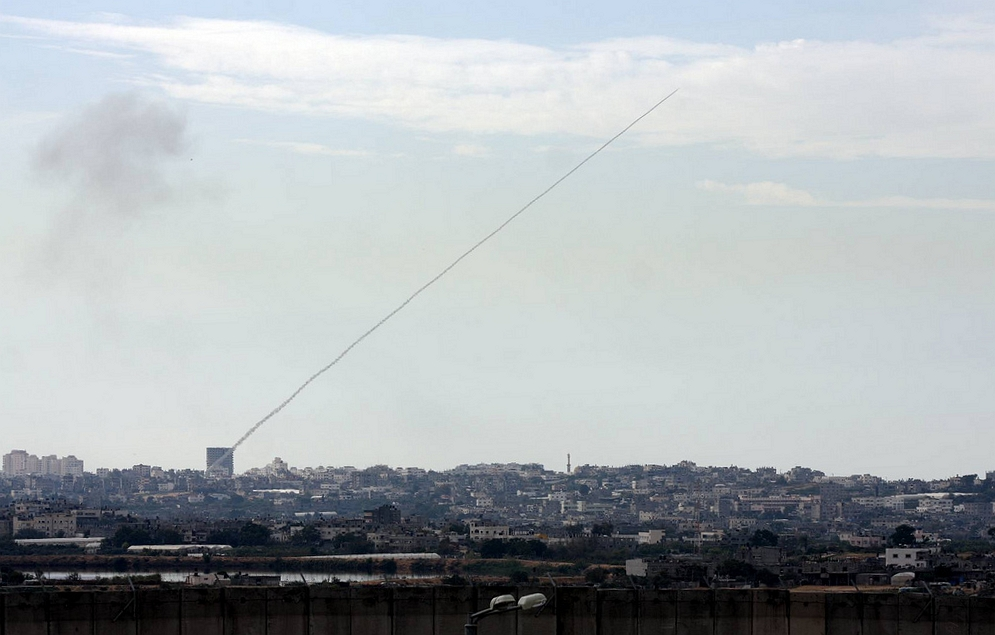
Raketa Kassám odpálená z obydlené oblasti Pásma Gazy letí přes hranici do jižního Izraele: hlavní důvod vzniku Železné kopule

Během druhé libanonské války v roce 2006 vypálil Hizballáh zhruba 4000 raket (drtivá většina z nich byly rakety krátkého doletu typu Kaťuša), které dopadly na území severního Izraele, včetně Haify, třetího největšího izraelského města. Při masivních raketových útocích zahynulo 44 izraelských civilistů a na 250 tisíc Izraelců se muselo evakuovat a přemístit do jiných částí Izraele. Zároveň se odhaduje že téměř milion Izraelců bylo během konfliktu upoutáno k protiraketovým krytům.
Na jihu země bylo od roku 2000 do roku 2008 vypáleno více než 4 tisíce raket a 4 tisíce minometných granátů. Za těmito útoky stál převážně Hamas. Naprostá většina vypálených raket byly rakety typu Kassám, avšak díky podzemním pašeráckým tunelům již Hamas rozšířil svůj arzenál i o rakety typu Grad. Téměř milion Izraelců, žijících na jihu země, je v možném dostřelu raket palestinských teroristů, což je vážnou bezpečnostní hrozbou státu a jeho občanům.
Železný dóm byl v únoru 2007 vybrán tehdejším ministrem obrany Amirem Perecem, coby izraelské obranné řešení hrozby útoků raket krátkého doletu. Od té doby byl systém za téměř 210 milionů dolarů vyvíjen ve spolupráci s Izraelskými obrannými silami (IOS).

## Specifikace
Systém je navržen tak, aby zneškodnil rakety krátkého doletu a 155mm dělostřelecké granáty o dostřelu 70 kilometrů. Železná kopule má být provozuschopná ve dne i v noci, za nepříznivých povětrnostních podmínek a je schopna reagovat na několik hrozeb současně.
Železná kopule má tři základní komponenty:
- detekční a sledovací radar: radarový systém byl postaven izraelskou obrannou společností Elta
- vedení bitvy a kontrola zbraní (BMC): řídící centrum
- odpalovací jednotka střel: jednotka, která odpaluje protiraketové střely Tamir, vybavená elektro-optickými senzory a množstvím letových křidélek, které zlepšují manévrovatelnost.

Radar systému odhalí odpálení rakety, spočítá její trajektorii, přenese tuto informaci do řídícího centra, kde zmíněnou informaci využijí k určení místa dopadu. V případě, že vypálená raketa či granát představují hrozbu, je vypálena protiraketová střela, která raketu zničí daleko od dopadového území.

## Kritika
Systém Železná kopule je kritizován za své příliš vysoké náklady. Od roku 2011 do roku 2021 přispěly Spojené státy na obranný systém Iron Dome celkovou částkou 1,6 miliardy USD a další 1 miliardu USD schválil Kongres USA v roce 2022.
Odhadované náklady na jednu protiraketovou střelu Tamir se pohybují mezi 35 až 50 tisíci dolary, zatímco cena hrubě vyráběných raket Kassám se nepohybuje výše než několik set dolarů za kus. Na tuto kritiku reagovala společnost Rafael v tom smyslu, že otázka ceny je zbytečně zveličována, neboť radar systému bude schopen vypočítat, která z raket může potenciálně zasáhnout obydlenou oblast a zneškodní tak pouze takové rakety, které představují hrozbu.
Kritici rovněž tvrdili, že Železná kopule je ve zneškodňování Kassámů neúčinná, a to vzhledem ke krátké vzdálenosti a době letu mezi odstřelovacími místy v Pásmu Gazy a často ostřelovaným jihoizraelským městem Sderot. Argumentovali tím, že jiný protiraketový systém by byl efektivnější a bylo zmíněno jméno obranného systému Nautilus (známý též jako THEL). Systém Nautilus byl Izraelem a Spojenými státy vyvíjen v letech 1995 až 2005, ale nakonec byl projekt zastaven, s odůvodněním, že je neproveditelný. Americká zbrojní firma Northrop Grumman však navrhla vývoj pokročilejšího prototypu Nautila s názvem Skyguard.
Skyguard by měl ke zneškodňování raket používat laserový paprsek a cena každého jeho použití je odhadována na 1000 až 2000 dolarů. Při investici 180 milionů dolarů společnost Northrop Grumman tvrdí, že by byla schopna dodat systém k nasazení během 18 měsíců. Představitelé izraelského ministerstva obrany však tento návrh odmítli se zdůvodněním delší proveditelnosti a dodatečných nákladů. Rovněž uvedli, že po dodatečných vylepšeních je Železná kopule plně schopna Kassámy zneškodnit.

## Testování
- červenec 2008: Protiraketová střela Tamir prošla úspěšnými testy.[15]
- březen 2009: Izrael úspěšně otestoval protiraketový obranný systém, i když zatím bez zasažení skutečné střely.[16]
- červenec 2009: Systém při testu ministerstva obrany úspěšně zneškodnil několik raket napodobující rakety Kassám a rakety s krátkým doletem typu Kaťuša.[17]
- srpen 2009: IOS dokončily vytvoření nového praporu, který bude provozovat systém Železná kopule. Prapor bude součástí izraelské sítě protivzdušné obrany v rámci Izraelského vojenského letectva. Nejprve bude systém rozmístěn podél hranice s Gazou a poté podél hranice s Libanonem. První protiraketové baterie by měly začít fungovat v polovině roku 2010.[18]
- leden 2010: Železná kopule úspěšně zneškodnila imitaci několikanásobného raketového útoku.[19] Generální ředitel ministerstva obrany Pinchas Buchris v souvislosti s testem prohlásil, že „aktivování Železné kopule změní diplomatickou a bezpečnostní situaci Izraele na severní a jižní frontě.“[20]
- 7. dubna 2011 byla poprvé tímto protiraketovým systémem sestřelena raketa Grad zacílená na Aškelon.[21]
- listopad 2012: první masivní nasazení systému proti raketám mířícím z Gazy do Izraele, několik stovek zneškodněných raket mířících na Izrael[22]

Během první etapy operačního nasazení Železné kopule zapojí Izraelské vojenské letectvo do obsluhy větší podíl vojáků ze Sderotu, čímž chce zvýšit motivaci mezi místní mládeží, která je věkově pod hranicí odvodu do armády. Cílem je, aby se mladí chtěli do projektu zapojit. Izraelský 947. prapor protivzdušné obrany Stinger („Střelci“) bude první jednotkou, která bude systém obsluhovat.

## Reálná účinnost při obranném nasazení
Operace Pilíř obrany (2012) – 85% účinnost
Operace Ochranné ostří (2014) – 90% účinnost
Raketový a minometný útok na Izrael ve dnech 4.–5. května 2019 – 86% účinnost
- 415 dopadů do neobydlených oblastí bez nutnosti vyslat protiraketu Tamir (60 %),
- 240 projektilů zneškodněno (35 %),
- 35 projektilů proniklo obranou do obydlených oblastí (5 %) s výsledkem 3 mrtví civilisté a dalších 130 zraněných.